# 並木精密宝石
並木精密宝石株式会社（なみきせいみつほうせき）は、かつて存在した電子測定機器や時計などの軸受け部分に用いる宝石部品の製造開発からスタートし、開発重視のコンポーネンツメーカーとして医療・理化学・宇宙・バイオ・環境などの部品を開発・製造・販売していた。本社は東京都足立区新田3丁目8番22号。2018年（平成30年）1月1日、グループ会社のアダマンド株式会社と合併し、アダマンド並木精密宝石株式会社に商号を変更した。

## 沿革
- 1939年（昭和14年） - 東京都北区神谷町に並木製作所を設立。人工サファイアを使った電気計測器用軸受宝石の製造開始。
- 1940年（昭和15年） - 現在本社のある東京都足立区新田に移転。戦時中は陸海軍監督工場に指定され、航空計器用軸受宝石、海軍電波兵器等の先端部品の開発、製造に従事。
- 1946年（昭和21年） - 戦後、電気計測器用軸受宝石の製造を再開。
- 1949年（昭和24年） - 時計用ルビー軸受宝石、サファイアレコード針の製造開始。
- 1953年（昭和28年） - 並木精密宝石株式会社に組織を変更。
- 1958年（昭和33年） - 時計用軸受宝石部門を分離独立させ、アダマンド工業（株）を設立。
- 1961年（昭和36年） - ルビーボールの製造開始。
- 1962年（昭和37年） - ダイヤモンドチップと金属の熔着に成功し、サファイア針から長寿命のダイヤモンド針の開発、製造開始。
- 1966年（昭和41年） - プラスチックに代わり、きずのつかない時計用クリスタルガラスを開発、製造開始。
- 1967年（昭和42年） - 秋田県湯沢工場の操業開始。
- 1968年（昭和43年） - テープレコーダー用磁気ヘッドの製造開始。
- 1970年（昭和45年） - 時計用サファイア窓を開発、製造開始。
- 1971年（昭和46年） - JVC(日本ビクター)と4チャンネル用レコード針を共同開発、製造開始。
- 1973年（昭和48年） - 世界最小のコアレスモータの開発に成功。
- 1976年（昭和51年） - コアレスモータの量産開始。
- 1977年（昭和52年） - 時計用強化ガラスの開発、製造開始。
- 1980年（昭和55年） - フロッピーヘッド製造開始。
- 1982年（昭和57年） - 青森県黒石工場の操業開始。4チャンネル用マイクロリッジ針製造開始。
- 1983年（昭和58年） - 開発部門を分離し、NJC 技術研究所設立。
- 1986年（昭和61年） - 医療機器の製造開始。
- 1987年（昭和62年） - ハイブリッドICの製造開始。ガーネット単結晶素材を開発。携帯電話用振動モータの製造開始。
- 1989年（平成元年） - いわき工場にて希土類マグネットの製造開始。
- 1991年（平成3年） - アメリカのニュージャージー州にNamiki Americaを設立（営業部門）。イギリスのロンドンにN&Aを設立（営業部門）。
- 1992年（平成4年） - 光アイソレータ（英語版）の製造開始。
- 1993年（平成5年） - タイのチェンマイにNamiki Thailandを設立（生産部門）。
- 1994年（平成6年） - 青森黒石工場ISO 9002を認証取得。
- 1995年（平成7年） - 本社ISO 9001を認証取得。
- 1996年（平成8年） - 光通信用のレンズドファイバの製造開始。Namiki Thailand ISO9001を認証取得。 秋田湯沢工場ISO 9002を認証取得。 シンガポールにNamiki Singaporeを設立（営業部門）。
- 1999年（平成11年） - アメリカのシリコンバレーにNamiki Californiaを設立（営業・開発部門）。振動スピーカの製造開始。
- 2000年（平成12年） - Namiki Thailand ISO 14001を認証取得。いわき工場ISO9001を認証取得。
- 2001年（平成13年） - 本社ISO 14001を認証取得。秋田湯沢工場ISO 14001を認証取得。振動モータ海外営業部門、Namiki Singaporeへ移行。
- 2002年（平成14年） - 青森黒石工場ISO 14001を認証取得。ISO 9001（本社、国内3工場）統合審査で認証取得。
- 2003年（平成15年） - ISO 9001（2000年版）への移行。
- 2004年（平成16年） - 中国上海市松江にNamiki Shanghaiを設立（生産部門）。Namiki Shanghaiにて、携帯電話用の振動モータの製造開始。世界最小1.5mm金属ガラス製ギヤードモータの開発に成功。
- 2005年（平成17年） - Namiki Shanghai ISO9001を認証取得。
- 2006年（平成18年） - Namiki Shanghaiにて、宝石部品の製造開始。
- 2009年（平成21年） - Namiki Thailand ISO13485を認証取得。
- 2010年（平成22年） - スイスのローザンヌにNamiki Europeを設立（営業・研究部門）。
- 2011年（平成23年） - ドイツのデュッセルドルフにNamiki Europe Dusseldorf Officeを設立(営業部門)。
- 2015年（平成27年） - 世界最大級 30mm角 単結晶ダイヤモンドの結晶成長技術開発に成功。
- 2018年（平成30年） - 1月1日、グループ会社のアダマンド株式会社と合併し、アダマンド並木精密宝石株式会社に商号を変更。

## 主要製品
固有の宝石加工技術を基盤に、宝石部品、DCモータ、ダイヤフラムポンプ、モバイル用振動デバイス、マグネットなどを開発・製造・販売。

### 宝石部品
任意の断面形状を得られるEFG法を採用し、単結晶のサファイアの育成から切断、研磨まで一貫した生産を行っている。地球上で一番硬いと言われるダイヤモンドの精密加工技術
が基本技術の根幹をなしており、この基本技術を基盤としてダイヤモンドマイクロドリル、工業用宝石軸受製品の開発及び製造を行う。また、サファイア・ダイヤモンド以外にもルビー、セラミック、超硬など硬い素材の加工を得意とする。

### DCモータ
小型DCコアレスモータからDCブラシレスモータまで、広い範囲の減速ギアを揃え、ギヤードモータとしても販売している。
- 主な製品：DCコアレスモータ、DCブラシレスモータ、ギヤヘッド、フィードバックデバイス、ロボットハンド[4]

### ダイヤフラムポンプ
高効率モータをベースに小型、軽量で耐食性に優れたダイアフラム方式の送液ポンプと送気ポンプを開発・製造・販売。特長として低騒音でメンテナンスフリー、自社パテントの逆止弁構造を使用する事により、逆流を完全におさえ、異物が混入しても流量精度を確保できる。

### 振動デバイス
- 振動スピーカ
  - 振動とスピーカの機能を一つで可能にするデバイス。入力信号を変えると、機能（振動・音）を使い分けることができる。
  - 携帯用通信機器等に狭いスペースで内蔵でき、端末の小型化、軽量化ができる。
  - 振動は入力信号により複雑な振動モードが可能で、音楽の低域部分を振動に変えることもできる。
- 振動モータ
  - 1985年（昭和60年）に、業界で初めてページャー用の小型振動コアレスモータを開発、生産開始した。その後、移動体通信端末の着信用振動モーター分野のトップメーカーの地位を確立。

## 事業所・グループ 会社

### 国内
- 並木精密宝石株式会社青森工場（青森県黒石市）
- 並木精密宝石株式会社秋田工場（秋田県湯沢市）
- アダマンド株式会社（東京都足立区）
- 株式会社アキタ・アダマンド （秋田県横手市）

### 海外
- Namiki Precision of California, Inc. (米国・カリフォルニア州)
- Namiki Precision Singapore Pte. Ltd. (シンガポール)
- Namiki Precision (Thailand) Co., Ltd. (タイ・チェンマイ)
- Namiki Precision (Shanghai) Co., Ltd. (中国・上海)
- Namiki Precision of Europe SA (スイス・ローザンヌ)
- Adamant America, INC. (米国・ニュージャージー州)
- Adamant Europe GmbH （ドイツ・デュッセルドルフ）